# هندسة التحقيق في الفشل
هندسة التحقيق في الفشل أو هندسة الأدلة الجنائية (Forensic engineering) تُعرف على أنها «التحقيق في الإخفاقات - التي تتراوح من إمكانية الخدمة إلى الكارثة - والتي قد تؤدي إلى نشاط قانوني، بما في ذلك الأنشطة المدنية والجنائية». وهي تشمل التحقيق في المواد أو المنتجات أو الهياكل أو المكونات التي تفشل أو لا تعمل أو تشتغل على النحو المنشود، مما يتسبب في إصابة شخصية أو ضرر بالممتلكات أو خسارة اقتصادية. قد تؤدي عواقب الفشل إلى اتخاذ إجراء بموجب القانون الجنائي أو المدني بما في ذلك على سبيل المثال لا الحصر تشريعات الصحة والسلامة، وقوانين العقد و / أو المسؤولية عن المنتج وقوانين الضرر. يتعامل المجال أيضًا مع عمليات إعادة التتبع والإجراءات التي تؤدي إلى حوادث أثناء تشغيل المركبات أو الآلات. بشكل عام، الغرض من التحقيق الهندسي الشرعي هو تحديد سبب أو أسباب الفشل بهدف تحسين أداء أو عمر أحد المكونات، أو لمساعدة المحكمة في تحديد وقائع الحادث. يمكن أن يشمل أيضًا التحقيق في مطالبات الملكية الفكرية، وخاصة براءات الاختراع. في الولايات المتحدة، يحتاج مهندسو الأدلة الجنائية إلى رخصة هندسية احترافية من كل ولاية.

## تاريخ
نظرًا لتطور مجال الهندسة بمرور الوقت، فقد تطور مجال هندسة الأدلة الجنائية أيضًا. تشمل الأمثلة المبكرة التحقيق في أعطال الجسور مثل كارثة جسر السكك الحديدية تاي عام 1879 وكارثة جسر دي عام 1847. دفعت العديد من حوادث السكك الحديدية المبكرة إلى اختراع اختبار الشد للعينات وتصوير الفراكوجرافيا للمكونات الفاشلة.

## تحقيق
من الأمور الحيوية في مجال هندسة الأدلة الجنائية عملية التحقيق وجمع البيانات المتعلقة بما يلي: المواد أو المنتجات أو الهياكل أو المكونات التي فشلت. يتضمن ذلك: عمليات التفتيش، وجمع الأدلة، والقياسات، وتطوير النماذج، والحصول على منتجات نموذجية، وإجراء التجارب. في كثير من الأحيان، يتم إجراء الاختبارات والقياسات في مختبر اختبار مستقل أو مختبر غير متحيز حسن السمعة.

## التحليلات
كما يقوم تحليل نمط الفشل والتأثيرات (FMEA) وطرق تحليل شجرة الخطأ بفحص فشل المنتج أو العملية بطريقة منظمة ومنهجية، في السياق العام لهندسة السلامة. ومع ذلك، فإن كل هذه التقنيات تعتمد على الإبلاغ الدقيق لمعدلات الفشل، والتعرف الدقيق على أنماط الفشل المعنية.
هناك أرضية مشتركة بين علم الأدلة الجنائية وهندسة الأدلة الجنائية، مثل تحليل مسرح الجريمة ومسرح الحادث، وسلامة الأدلة والمثول أمام المحكمة. يستخدم كلا التخصصين على نطاق واسع المجاهر الإلكترونية الضوئية والمسح الضوئي، على سبيل المثال. كما أنها تشترك في الاستخدام الشائع للتحليل الطيفي (الأشعة تحت الحمراء، والأشعة فوق البنفسجية، والرنين المغناطيسي النووي) لفحص الأدلة الهامة. التصوير الشعاعي باستخدام الأشعة السينية (مثل التصوير المقطعي بالأشعة السينية)، أو النيوترونات مفيد أيضًا في فحص المنتجات السميكة لعيوبها الداخلية قبل محاولة الفحص المدمر. ومع ذلك، في كثير من الأحيان، قد تكشف عدسة اليد البسيطة سبب مشكلة معينة.
تعد أدلة التتبع أحيانًا عاملاً مهمًا في إعادة بناء تسلسل الأحداث في حادث. على سبيل المثال، يمكن أن تتيح علامات احتراق الإطارات على سطح الطريق تقدير سرعات السيارة عند الضغط على الفرامل وما إلى ذلك. غالبًا ما تترك أقدام السلم أثرًا لحركة السلم أثناء الانزلاق وقد تُظهر كيفية وقوع الحادث. عندما يفشل أحد المنتجات دون سبب واضح، يمكن أن يكشف التحليل الطيفي للأشعة السينية المشتت للطاقة وSEM (EDX) الذي يتم إجراؤه في المجهر عن وجود مواد كيميائية عدوانية تركت آثارًا على الكسر أو الأسطح المجاورة. وبالتالي، فشلت فجأة وصلة أنبوب ماء راتنج الأسيتال وتسببت في أضرار جسيمة للمبنى الذي كان يقع فيه. أظهر تحليل المفصل آثار الكلور، مما يشير إلى وضع فشل تكسير التآكل الإجهادي. أظهر تقاطع أنبوب الوقود الفاشل المذكور أعلاه آثارًا للكبريت على سطح الكسر من حامض الكبريتيك، والذي تسبب في حدوث التصدع.
يعد استخراج الأدلة المادية من التصوير الرقمي تقنية رئيسية تستخدم في إعادة بناء حادث الأدلة الجنائية. تُستخدم تقنيات مطابقة الكاميرا، والقياس التصويري، وتصحيح الصور لإنشاء مناظر ثلاثية الأبعاد ومن أعلى لأسفل من الصور ثنائية الأبعاد التي يتم التقاطها عادةً في مشهد الحادث. يمكن استرجاع الأدلة التي تم التغاضي عنها أو غير الموثقة لإعادة بناء الحادث وتحديد كميتها طالما أن الصور الفوتوغرافية لهذه الأدلة متوفرة. باستخدام صور موقع الحادث بما في ذلك السيارة، يمكن استعادة الأدلة «المفقودة» وتحديدها بدقة.
تتضمن هندسة مواد الأدلة الجنائية طرقًا مطبقة على مواد معينة، مثل المعادن والنظارات والسيراميك والمركبات والبوليمرات.

## المنظمات
تأسست الأكاديمية الوطنية لمهندسي الأدلة الجنائية (NAFE) في عام 1982 من قبل (Marvin M. Specter(و (PE) و (LS) و (Paul E. Pritzker) و (PE) و (William A. Cox Jr.) كمهندسين ممارسين في الأدلة الجنائية لمواصلة تعليمهم المستمر وتعزيز معايير عالية من الأخلاق المهنية والتميز في الممارسة. يسعى إلى تحسين الممارسة ورفع المعايير وتعزيز سبب هندسة الأدلة الجنائية. تقتصر العضوية الكاملة في الأكاديمية على المهندسين المحترفين المسجلين الذين هم أيضًا أعضاء في الجمعية الوطنية للمهندسين المحترفين (NSPE). يجب أن يكونوا أيضًا أعضاء في درجة مقبولة من جمعية الهندسة الفنية الرئيسية المعترف بها. تقدم NAFE أيضًا درجات انتساب من العضوية لأولئك الذين لم يتأهلوا بعد لدرجة العضوية.

## أمثلة

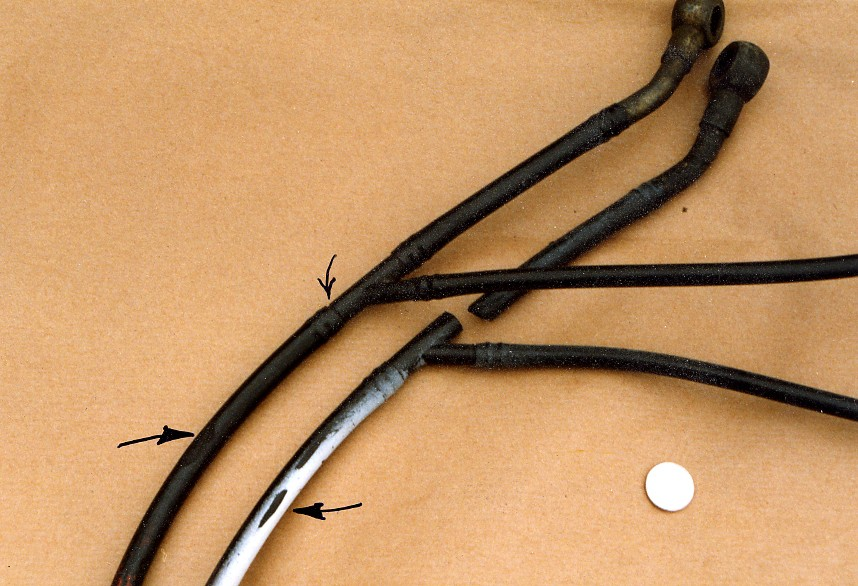
فشل أنبوب الوقود على اليمين من حادث مروري.

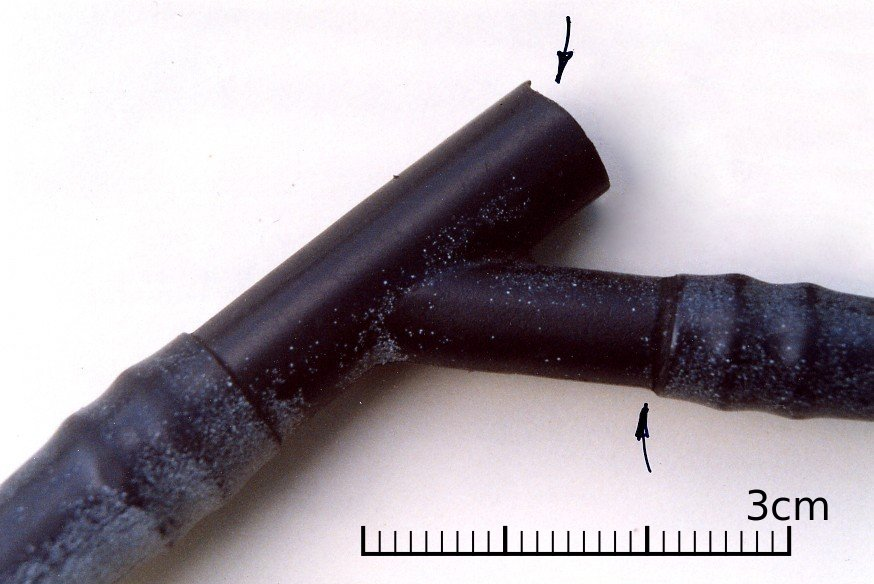
لقطة مقرّبة لأنبوب الوقود المكسور من حادث مروري.

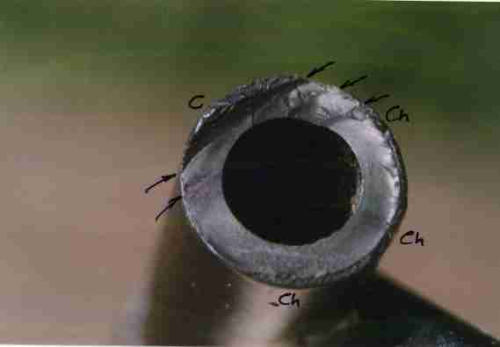
لقطة مقرّبة لأنبوب الوقود المكسور.

تسبب أنبوب الوقود المكسور الظاهر على اليسار في حادث خطير عندما انسكب وقود الديزل من شاحنة على الطريق. انزلقت سيارة تتبعها وأصيب السائق بجروح خطيرة عندما اصطدمت بشاحنة قادمة. أظهر الفحص المجهري الإلكتروني أو (SEM) أن موصل النايلون قد كسر بسبب تكسير التآكل الإجهادي (SCC) بسبب تسرب صغير لحمض البطارية. النايلون عرضة للتحلل المائي عند ملامسته لحمض الكبريتيك، وكان يكفي فقط تسرب صغير للحمض لبدء صدع هش في موصل النايلون 6,6 المصبوب بالحقن بواسطة SCC. استغرق الشرخ حوالي 7 أيام لينمو عبر قطر الأنبوب. أظهر سطح الكسر سطحًا هشًا بشكل أساسي مع وجود شقوق تشير إلى نمو تدريجي للشق عبر قطر الأنبوب. بمجرد أن اخترق الشق التجويف الداخلي، بدأ الوقود يتسرب على الطريق.
النايلون تم مهاجمة 6,6 من خلال التفاعل التالي، والذي تم تحفيزه بواسطة الحمض:
يعتبر وقود الديزل خطيرًا بشكل خاص على أسطح الطرق لأنه يشكل طبقة رقيقة زيتية لا يمكن للسائقين رؤيتها بسهولة. إنه يشبه إلى حد كبير الجليد الأسود في انزلاقه، لذا فإن الانزلاق شائع عند حدوث تسرب للديزل. اعترفت شركات التأمين على سائق الشاحنة بالمسؤولية وتم تعويض السائق المصاب.

## التطبيقات
تحتوي معظم نماذج التصنيع على مكون جنائي يراقب الإخفاقات المبكرة لتحسين الجودة أو الكفاءات. تستخدم شركات التأمين مهندسي الأدلة الجنائية لإثبات المسؤولية أو عدم المسؤولية. تخضع معظم الكوارث الهندسية (الأعطال الهيكلية مثل انهيار الجسور والمباني) للتحقيق الجنائي من قبل مهندسين من ذوي الخبرة في طرق التحقيق الجنائي. يقوم مهندسو الأدلة الجنائية بالتحقيق في حوادث السكك الحديدية وحوادث الطيران وبعض حوادث السيارات، ولا سيما عند الاشتباه في وجود عطل في أحد المكونات. علاوة على ذلك، يمكن أن تتطلب الأجهزة والمنتجات الاستهلاكية والأجهزة الطبية والهياكل والآلات الصناعية وحتى الأدوات اليدوية البسيطة مثل المطارق أو الأزاميل إجراء تحقيقات في الحوادث التي تسبب إصابات أو أضرارًا في الممتلكات. غالبًا ما يكون فشل الأجهزة الطبية أمرًا بالغ الأهمية لسلامة المستخدم، لذلك يعد الإبلاغ عن الأعطال وتحليلها أمرًا مهمًا بشكل خاص. إن بيئة الجسم معقدة، ويجب أن تعيش الغرسات في هذه البيئة، وألا تتسرب من الشوائب السامة المحتملة. تم الإبلاغ عن مشاكل في زراعة الثدي، وصمامات القلب، والقسطرة، على سبيل المثال.
تعتبر حالات الفشل التي تحدث في وقت مبكر من عمر المنتج الجديد معلومات حيوية للشركة المصنعة لتحسين المنتج. يهدف تطوير المنتجات الجديدة إلى القضاء على العيوب عن طريق الاختبار في المصنع قبل الإطلاق، ولكن قد يحدث بعضها خلال فترة حياته المبكرة. يعد اختبار المنتجات لمحاكاة سلوكها في البيئة الخارجية مهارة صعبة، وقد تتضمن اختبارًا سريعًا للحياة على سبيل المثال. أسوأ نوع من العيوب يحدث بعد الإطلاق هو عيب حرج للسلامة، وهو عيب يمكن أن يعرض الحياة أو أحد الأطراف للخطر. عادة ما يؤدي اكتشافها إلى استدعاء المنتج أو حتى سحب المنتج بالكامل من السوق. غالبًا ما تتبع عيوب المنتج منحنى حوض الاستحمام، مع حالات فشل أولية عالية، ومعدل أقل خلال الحياة العادية، يليها ارتفاع آخر بسبب التآكل. يمكن أن تساعد المعايير الوطنية، مثل تلك الخاصة بـ ASTM والمعهد البريطاني للمعايير، والمعايير الدولية المصمم في زيادة تكامل المنتج.

## أمثلة تاريخية

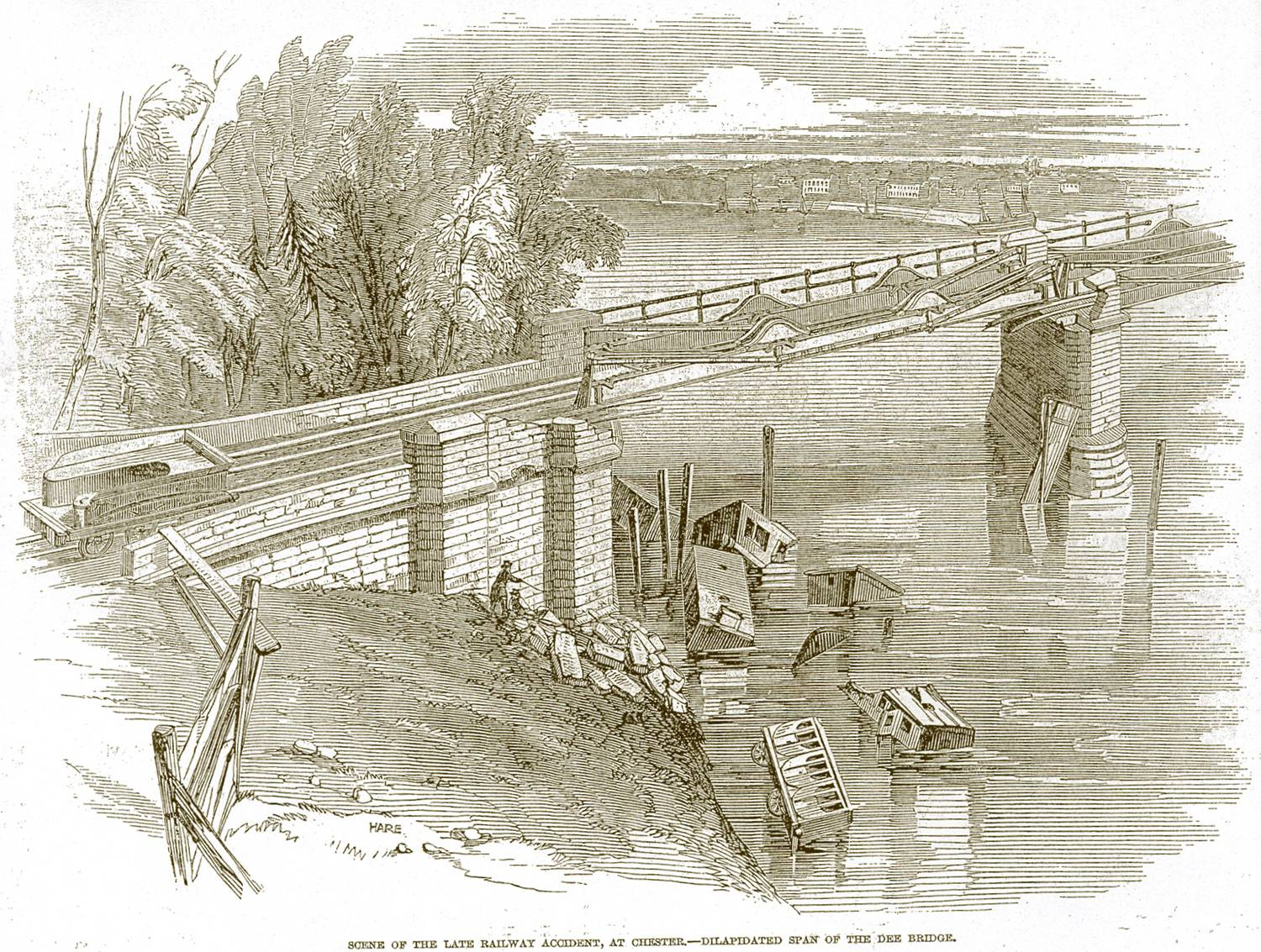
كارثة جسر دي.

هناك العديد من الأمثلة على أساليب الأدلة الجنائية المستخدمة للتحقيق في الحوادث والكوارث، ومن أقدمها في العصر الحديث سقوط جسر دي في تشيستر، إنجلترا. تم بناؤه باستخدام عوارض من الحديد الزهر، كل منها مصنوع من ثلاث مصبوبات كبيرة جدًا متداخلة معًا. تم تقوية كل عارضة بواسطة قضبان من الحديد المطاوع بطول الطول. تم الانتهاء منه في سبتمبر 1846، وافتتح أمام حركة المرور المحلية بعد موافقة أول مفتش للسكك الحديدية، الجنرال تشارلز باسلي. ومع ذلك، في 24 مايو 1847، سقط قطار محلي متجه إلى روابون عبر الجسر. وأسفر الحادث عن سقوط خمسة قتلى (ثلاثة ركاب وحارس القطار ورجل إطفاء قاطرة) وتسعة إصابات خطيرة. تم تصميم الجسر من قبل روبرت ستيفنسون، واتُهم بالإهمال من قبل تحقيق محلي.
على الرغم من قوته في الانضغاط، كان من المعروف أن الحديد الزهر هش في التوتر أو الانحناء. في يوم وقوع الحادث، تمت تغطية سطح الجسر بصابورة الجنزير لمنع اشتعال النيران في عوارض البلوط التي تدعم المسار، مما يؤدي إلى فرض عبء إضافي ثقيل على العوارض التي تدعم الجسر وربما يؤدي إلى تفاقم الحادث. اتخذ ستيفنسون هذا الإجراء الوقائي بسبب حريق وقع مؤخرًا على سكة حديد غريت ويسترن في أوكسبريدج، لندن، حيث اشتعلت النيران في جسر (Isambard Kingdom Brunel) وانهار.
أجرى الكابتن سيمونز من المهندسين الملكيين أحد الاستفسارات الرئيسية الأولى التي أجرتها هيئة التفتيش على السكك الحديدية المشكلة حديثًا، وأشار تقريره إلى أن الثني المتكرر للعارضة أضعفها بشكل كبير. قام بفحص الأجزاء المكسورة من العارضة الرئيسية، وأكد أن العارضة قد كسرت في مكانين، وحدث الكسر الأول في المركز. اختبر العوارض المتبقية عن طريق قيادة قاطرة عبرها، ووجد أنها انحرفت بعدة بوصات تحت الحمل المتحرك. وخلص إلى أن التصميم كان معيبًا، وأن دعامات الحديد المطاوع المثبتة على العوارض لم تعزز العوارض على الإطلاق، وهو ما توصلت إليه أيضًا هيئة المحلفين في التحقيق. اعتمد تصميم ستيفنسون على دعامات الحديد المطاوع لتقوية الهياكل النهائية، لكنها كانت مثبتة على عوارض حديد الزهر نفسها، وتشوهت بأي حمل على الجسر. جادل آخرون (خاصة ستيفنسون) بأن القطار خرج عن مساره واصطدم بالعارضة، مما تسبب في كسره بقوة تأثير. ومع ذلك، أكد شهود العيان أن العارضة انكسرت أولاً وأن بقاء القاطرة على المسار يظهر عكس ذلك.

## المنشورات
لا يتم نشر حالات فشل المنتج على نطاق واسع في المؤلفات الأكاديمية أو الأدبيات التجارية، ويرجع ذلك جزئيًا إلى أن الشركات لا تريد الإعلان عن مشاكلها. ومع ذلك، فإنه يحرم الآخرين بعد ذلك من فرصة تحسين تصميم المنتج لمنع المزيد من الحوادث. ومع ذلك، فإن الاستثناء الملحوظ للإحجام عن النشر هو مجلة Engineering Failure Analysis، التي تنشر بالاشتراك مع European Structural Integrity Society، والتي تنشر دراسات حالة لمجموعة واسعة من المنتجات المختلفة، وتفشل في ظل ظروف مختلفة. هناك أيضًا عدد متزايد من الكتب المدرسية التي أصبحت متاحة.
من المنشورات البارزة الأخرى، التي تتناول إخفاقات المباني والجسور والمنشآت الأخرى، مجلة أداء المنشآت المبنية، والتي تنشرها الجمعية الأمريكية للمهندسين المدنيين، تحت مظلة المجلس الفني لهندسة الأدلة الجنائية.